# Bernardia nicaraguensis
Bernardia nicaraguensis är en törelväxtart som beskrevs av Paul Carpenter Standley och Louis Otho Otto Williams. Bernardia nicaraguensis ingår i släktet Bernardia och familjen törelväxter. Inga underarter finns listade i Catalogue of Life.